# So ängstlich sind wir nicht
So ängstlich sind wir nicht (Nous ne sommes pas si inquiets !), est une polka rapide de Johann Strauss II (op. 413). L’œuvre est créée à la fin de 1883 ou au début de 1884.

## Histoire
La polka est composée sur la base de motifs de l'opérette Eine Nacht in Venedig. L'œuvre rejoint ainsi une série de compositions (opus numéros 411, 412, 414, 415 et 416 ) qui reprennent tous les thèmes de cette opérette. Johann Strauss base son œuvre sur le distique du même nom du IIe acte de cette opérette. Le thème principal vient d'une chanson du chef Pappacoda : Drum sei fröhlich Venetia, Pappacoda ist da! (Alors soyez heureuse Venetia, Pappacoda est là !). De plus, un thème musical est incorporé à la polka, lequel a depuis été supprimé de la partition de l'opérette.
L'œuvre est très bien accueillie et continue d'être interprétée de nos jours. Cependant, la date et le lieu exacts de la première ne sont pas connu : entre le 3 octobre 1883, première de l'opérette, et le carnaval de 1884. Durant le carnaval, la polka fait partie du répertoire de danse.

## Durée
Sa durée d'exécution est de 2 minutes et 17 secondes. Elle peut varier selon l'interprétation musicale du chef d'orchestre.

## Postérité
La pièce est jouée lors du célèbre concert du nouvel an à Vienne : en 1969, 1975 et 1976 (Willi Boskovsky) ; 1986 (Lorin Maazel) ; 2009 (Daniel Barenboïm).